# Berliet P1
Der Berliet P1, aufgrund seiner steuerlichen Einstufung auch Berliet 33HP genannt,  war ein nur als Chassis erhältliches PKW-Modell der Fahrzeugherstellers Berliet in Lyon aus dem Jahre 1910.

## Geschichte und Technik
Das Fahrzeug erhielt seine allgemeine Betriebserlaubnis  durch den örtlich und sachlich zuständigen Inspecteur des Mines im April 1910.  Für Fahrzeuge dieses Typs wurden (zusammen mit dem Vorgänger Berliet P) die Chassisnummern 2001 – 2040 reserviert. Sollten diese alle lückenlos vergeben worden sein, wären zusammen 40 Berliet P und P1 gebaut worden.
Der Sechszylindermotor hatte (wie der des Vorgängers, des Berliet P) eine Bohrung von 100 und einen Hub von 140 mm, also einen Hubraum von 6597 cm³. Steuerlich war das Auto mit 33 CV fiscaux eingestuft, die bei 940/min. abgegebene effektive Leistung ist den Akten nicht zu entnehmen.
Das Getriebe hatte vier Vorwärtsgänge und einen Rückwärtsgang. Der Antrieb erfolgte – wie beim Vorgänger – über eine Kette auf die Hinterachse. Das Fahrzeug hatte Rechtslenkung.